# Nybergstjärnen, Hälsingland
Nybergstjärnen är en sjö i Hudiksvalls kommun i Hälsingland och ingår i Delångersåns huvudavrinningsområde. Sjön är 3,2 meter djup, har en yta på 0,027 kvadratkilometer och befinner sig 100 meter över havet.